# Liste du patrimoine immobilier classé de Wavre
Cette page regroupe l'ensemble du patrimoine immobilier classé de la ville belge de Wavre.
| Objet | Année de construction / Architecte | Adresse                    | Section communale | Coordonnées                      | Numéro d’inventaire | Illustration              |
| --- | ---------------------------------- | -------------------------- | ----------------- | -------------------------------- | ------------------- | ------------------------- |
| Hôtel de Ville (dans son intégralité) (Église des Carmes Chaussés de Wavre)                                                                     |                                    | Place de l'Hôtel de Ville  |                   | 50° 42′ 57″ nord, 4° 36′ 29″ est | 25112-CLT-0001-01   |                           |
| Église Saint-Jean-Baptiste de Wavre |                                    | Place Cardinal Mercier     |                   | 50° 43′ 02″ nord, 4° 36′ 39″ est | 25112-CLT-0002-01   |                           |
| Basilique Notre-Dame de Basse-Wavre |                                    | Rue du calvaire, 2         |                   | 50° 43′ 26″ nord, 4° 37′ 31″ est | 25112-CLT-0004-01   |                           |
| Substruction de l'ancienne villa romaine et ses abords                                                                                          |                                    |                            |                   | 50° 43′ 37″ nord, 4° 36′ 58″ est | 25112-CLT-0005-01   | Image manquanteTéléverser |
| Chapelle de Grimohaye |                                    | Rue de Grimohaye           |                   | 50° 41′ 37″ nord, 4° 33′ 42″ est | 25112-CLT-0006-01   |                           |
| L'école des filles (façades et toitures) |                                    | Rue Florimond Letroye, n°2 |                   | 50° 42′ 56″ nord, 4° 36′ 53″ est | 25112-CLT-0008-01   | Image manquanteTéléverser |
| Doyenné de l'église Saint-Jean Baptiste (façades et toitures), ainsi que le mur-écran à front de place percé d'un pavillon central d'entrée (M) |                                    |                            |                   | 50° 43′ 02″ nord, 4° 36′ 43″ est | 25112-CLT-0011-01   | Image manquanteTéléverser |
| Marais de Laurensart (+ GREZ-DOICEAU/Grez-Doiceau)                                                                                              |                                    |                            |                   | 50° 43′ 50″ nord, 4° 38′ 07″ est | 25112-CLT-0014-01   | Image manquanteTéléverser |
| La substruction de l'ancienne villa romaine et ses abords                                                                                       |                                    |                            |                   | 50° 43′ 37″ nord, 4° 36′ 58″ est | 25112-PEX-0001-01   | Image manquanteTéléverser |